# Championnats panaméricains de cyclisme de 1976
Navigation
Championnats panaméricains 1974 Championnats panaméricains 1978
Les Championnats panaméricains de cyclisme sont les championnats continentaux de cyclisme sur route et sur piste pour les pays membres de la Confédération panaméricaine de cyclisme.
La deuxième édition se déroule au printemps 1976 au Venezuela.
Les compétitions sur piste ont pour théâtre le vélodrome José de Jesús Mora Figueroa (es) de San Cristóbal, dans l'État de Táchira.
Les épreuves sont exclusivement masculines et voient la victoire de la sélection colombienne.

## Podiums

### Cyclisme sur piste
| Épreuves               | Or                                                                             | Argent                                                                                        | Bronze                                                                                             |
| ---------------------- | ------------------------------------------------------------------------------ | --------------------------------------------------------------------------------------------- | -------------------------------------------------------------------------------------------------- |
| Kilomètre              | Miguel Margalef (de)                                                           | Richard Tormen (en)                                                                           | Anthony Sellier (de)                                                                               |
| Vitesse                | Leslie Rawlins                                                                 | Ian Atherly                                                                                   | Julio César Echeverry (en)                                                                         |
| Poursuite individuelle | Balbino Jaramillo (es)                                                         | Raúl Vázquez (de)                                                                             | Jorge Hernández (en)                                                                               |
| Poursuite par équipes  | Mexique Francisco Huerta (en) Rubén Camacho (en) Rosendo Ramos Jorge Hernández | Colombie Jorge Hernández (en) Héctor Julio Mayorga John Jairo Quiceno (en) Jaime Galeano (es) | Uruguay Waldemar Pedrazzi (de) Washington Díaz (de) Víctor Hugo González (de) Miguel Margalef (de) |

### Cyclisme sur route
| Épreuves                     | Or                                                                        | Argent                                                                                  | Bronze                                                                                  |
| ---------------------------- | ------------------------------------------------------------------------- | --------------------------------------------------------------------------------------- | --------------------------------------------------------------------------------------- |
| Contre-la-montre par équipes | Cuba Aldo Arencibia Carlos Cardet Raúl Vázquez (en) Roberto Menéndez (en) | Venezuela José Ollarves (en) Justo Galavís (es) Jesús Escalona (en) Serafino Silva (en) | Colombie Fabio Acevedo (en) Luis Carlos Manrique (en) Jaime Galeano (es) Hernán Donneys |
| Course en ligne              | Rosendo Ramos                                                             | Luis Carlos Manrique (en)                                                               | Hernán Donneys                                                                          |

## Classement final
Le classement des nations s'établit à l'addition de points. Une médaille d'or vaut quinze points, une en argent, dix et celle de bronze, cinq.
| Rang | Nation            | Points | Or | Argent | Bronze |
| ---- | ----------------- | ------ | -- | ------ | ------ |
| 1.   | Colombie          | 55     | 1  | 2      | 4      |
| 2.   | Mexique           | 30     | 2  | 0      | 0      |
| 3.   | Trinité-et-Tobago | 30     | 1  | 1      | 1      |
| 4.   | Cuba              | 25     | 1  | 1      | 0      |
| 5.   | Uruguay           | 20     | 1  | 0      | 1      |
| 6.   | Chili             | 10     | 0  | 1      | 0      |
| 6.   | Venezuela         | 10     | 0  | 1      | 0      |